# 妙法院
妙法院（みょうほういん）は、京都市東山区妙法院前側町にある天台宗の寺院。山号は南叡山。本尊は普賢菩薩。開山は最澄と伝わる。皇族・貴族の子弟が歴代住持となる別格の寺院を指して「門跡」と称するが、妙法院は青蓮院、三千院（梶井門跡）とともに「天台三門跡」と並び称されてきた名門寺院である。また、後白河法皇や豊臣秀吉ゆかりの寺院としても知られる。近世には方広寺（京の大仏）や蓮華王院（三十三間堂）を管理下に置き、三十三間堂は近代以降も妙法院所管の仏堂となっている。

## 歴史

### 起源
妙法院は著名社寺が集中する京都市東山区南部に位置する。付近は後白河法皇の居所であった法住寺殿の旧地であり、近隣には智積院、京都国立博物館、方広寺、三十三間堂、新日吉神宮（いまひえじんぐう）、後白河法皇法住寺陵などがある。近世初期建立の豪壮な庫裏（国宝）や大書院（重要文化財）などが建つが、寺内は秋季などの特別公開の時を除いて一般には公開されていない。
天台宗の他の門跡寺院（青蓮院、三千院など）と同様、妙法院は比叡山上にあった坊（小寺院）がその起源とされ、初代門主は伝教大師（最澄）とされている。その後、西塔宝幢院の恵亮が継承し、その教えを伝えたとされている。その後、平安時代末期（12世紀）、後白河法皇の時代に洛中に移転し、一時は綾小路小坂（現在の京都市東山区・八坂神社の南西あたりと推定される）に所在したが、近世初期に現在地である法住寺殿跡地に移転した。
『華頂要略』等の記録によると、比叡山三塔のうちの西塔に所在した「本覚院」が妙法院の起源とされている。しかし、妙法院と本覚院の関係は必ずしも明確でなく、本覚院から分かれて妙法院が成立したとする説、逆に妙法院から本覚院が分かれたとする説、妙法院は本覚院の別号だとする説などがある。また、妙法院が比叡山から洛中に移転した時期、綾小路小坂から現在地に移転した時期についても正確なことは不明で、近世以前の寺史は錯綜している。現在地にはもともと文禄4年（1595年）、豊臣秀吉の信任厚い天台僧道澄が開いた照高院があった。

### 後白河法皇と尊性法親王
事実上、妙法院が日本史に登場するのは後白河法皇の時代である。後白河天皇は、在位3年足らずで譲位し、保元3年（1158年）には上皇、嘉応元年（1169年）には出家して法皇となった。この間、後白河上皇は譲位後の居所・院御所である法住寺殿の造営を進め、永暦2年（1161年）からここに住むようになった。ここで院政が行われ、また御所の西側に千体千手観音像を安置する巨大な仏堂（蓮華王院＝三十三間堂）が建てられたことは史上名高い（三十三間堂の落慶は長寛2年〈1164年〉）。上皇は永暦元年（1160年）には御所の鎮守社として比叡山の鎮守社である日吉社を勧請して新日吉社を、信仰している熊野三山から熊野権現を勧請して新熊野社を建立している。
この新日吉社の初代別当（代表者、責任者）に任命されたのが、嘉応2年（1170年）頃に鴨川の東・綾小路の地に移転してきた妙法院の僧・昌雲であった。昌雲は御子左家（みこひだりけ）の藤原忠成の子であり、天台座主を務めた快修の甥にあたる。昌雲は後白河上皇の護持僧であり、上皇からの信頼が篤かったという。妙法院は上皇の御所内にある法住寺と新日吉社を末寺とし、管理下に置いた。
妙法院の門主系譜では最澄を初代として、13代が快修、15代が後白河法皇（法名は行真）、16代が昌雲となっている。続く17代門主の実全（昌雲の弟子で甥でもある）も後に天台座主になっている。18代門主として尊性法親王（後高倉院皇子）が入寺してからは門跡寺院（綾小路門跡）としての地位が確立し、近世末期に至るまで歴代門主の大部分が法親王（皇族で出家後に親王宣下を受けた者を指す）である。
鎌倉時代の妙法院は「綾小路房」「綾小路御所」「綾小路宮」などと呼ばれたことが記録からわかり、現在の京都市東山区祇園町南側あたりに主要な房舎が存在したと思われるが、方広寺大仏に隣接する現在地への移転の時期などは正確にはわかっていない。
南北朝時代には後醍醐天皇の皇子の尊澄法親王（宗良親王）が正中2年（1325年）妙法院門跡を継承。元徳2年（1330年）には天台座主に任じられるも、元弘の変により捕らえられ讃岐国に流罪となる。通称として「妙法院宮」と呼ばれていたことが太平記などに記載されている。

### 近世以降

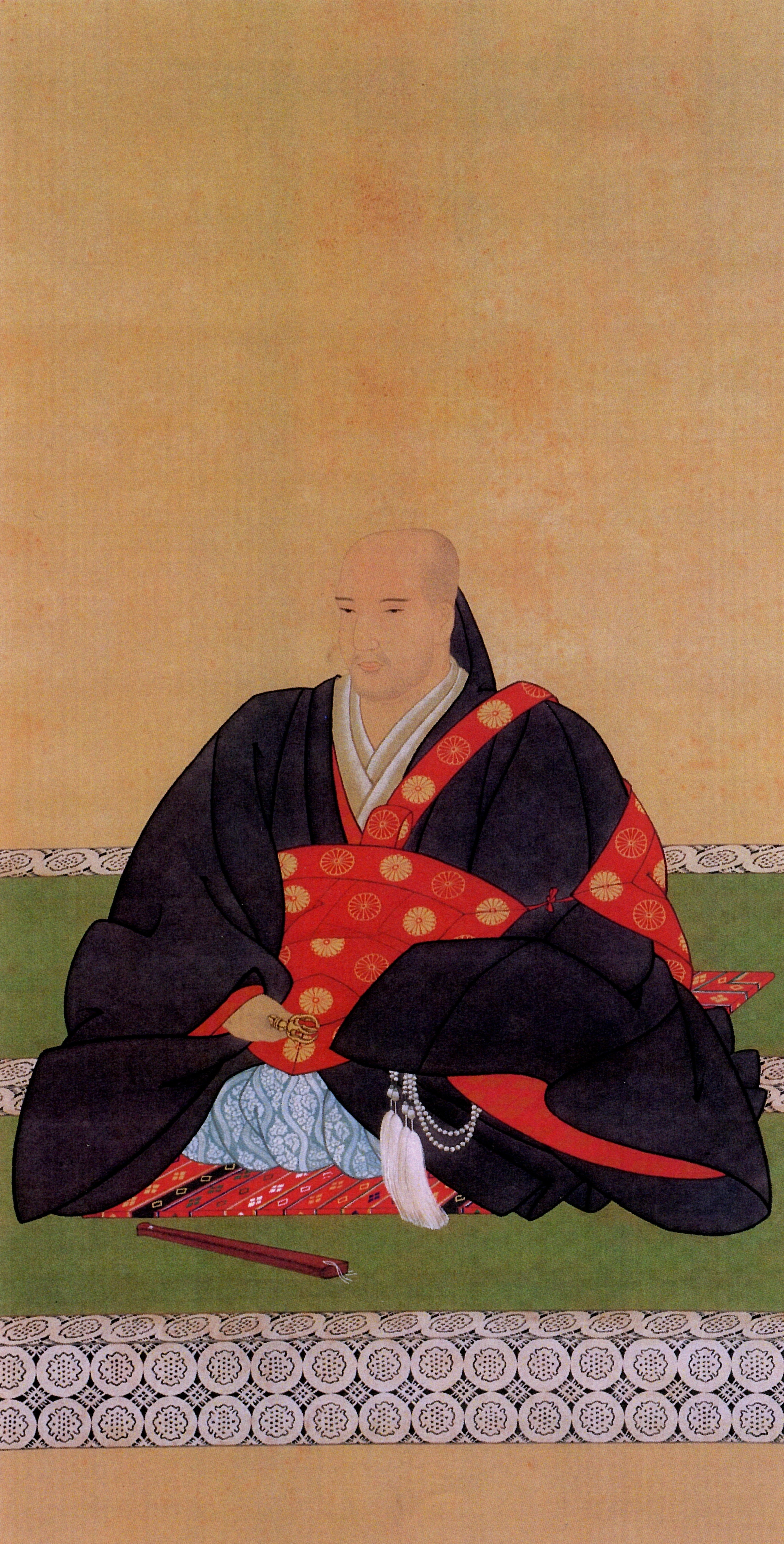
妙法院門主 真仁法親王像（妙法院蔵）。真仁法親王の門主在任中に方広寺大仏および大仏殿が落雷で焼失してしまった。大仏再建に尽力するが、以降往時と同様の規模のものが再建されることはなかった。心労が祟ったためか、文化２年（1805年）に38歳で薨去。薨去の直前に、重体の病床の中から、大仏再建を求める嘆願書を江戸幕府へ提出している。

豊臣秀吉が造営していた方広寺大仏（京の大仏）・大仏殿が完成したのは文禄4年（1595年）のことであった。この年以降、秀吉は亡祖父母の菩提を弔うため、当時の日本仏教の八宗（天台宗、真言宗、律宗、禅宗、浄土宗、日蓮宗、時宗、一向宗）の僧を集めた「千僧供養」を、方広寺境内に組み込んでいた妙法院の「経堂」で行った（千僧供養は方広寺大仏殿で行われた訳ではない）。千僧供養に出仕する多数の僧の食事を準備した台所が、現存する妙法院庫裏（国宝）だとされている。ただし当時この場所には照高院が建っていて大仏の住持を務めていたから、この庫裏が実際に千僧供養に使われたかは明らかでない。秀吉の千僧供養に妙法院が関与していたことは当時の日記や文書から明らかであるが、妙法院が現在地へ移転したのは、家康への呪詛が疑われた照高院がここを追われた後の元和元年のことである。なお、この庫裏が秀吉の時代のものとするには瓦の刻印などから疑問があり、秀頼による再建の可能性も排除できない。
近世の妙法院は、方広寺（京の大仏）、蓮華王院（三十三間堂）、新日吉社を兼帯する大寺院であった。妙法院門主が方広寺住職を兼務するようになったのは元和元年（1615年）からである。これは大坂の陣で豊臣氏が江戸幕府に滅ぼされたことを受けての沙汰である。戦後幕府によって進められた豊国神社および豊国廟破却の流れのなかで、当時の妙法院門主であった常胤法親王は積極的に幕府に協力、豊国神社に保管されていた秀吉の遺品や神宮寺（豊国神社別当神龍院梵舜の役宅）を横領することに成功している。三十三間堂については、創立者である後白河法皇との関係から、早くから妙法院が関与していた。正応4年（1291年）の後白河法皇百回忌供養は、妙法院門主の尊教が三十三間堂において行っており、以後、50年ごとの聖忌供養は妙法院門主が三十三間堂にて行うことが慣例となっている。近代に入って方広寺と新日吉社は独立したが、三十三間堂は現代に至るまで妙法院の所属となっている。
寛政10年（1798年）7月1日（新暦では8月12日）の夜に方広寺大仏殿に落雷があり、それにより火災が発生し、翌2日まで燃え続け、方広寺大仏殿と京の大仏は灰燼に帰した。火災による大仏殿からの火の粉で類焼も発生し、方広寺仁王門・回廊も焼失した。方広寺の管理者である妙法院は京の大仏再建を試み、宝物の開帳を行うなどして資金調達を行ったが、往時と同様の規模のものが再建されることはなかった。時の妙法院門主の真仁法親王は、方広寺大仏を焼失させてしまったことに、管理者として罪悪感を抱いていたとされ、焼失の翌日より毎日大仏の焼跡に参詣して供養を行い、大仏再建の御祈祷を行い、自身の食事量も減じて、大仏に対し懺悔の意を表した。
妙法院は、幕末には、三条実美ら尊皇攘夷派の公卿7人が京都から追放された「七卿落ち」の舞台ともなっている。当時、土佐藩主の山内家が妙法院を陣所として借り上げていたことから、縁戚関係にあった三条家の実美にとって身を寄せやすかったとみえる。集まった公卿らはここで「妙法院会議」を開いて善後策を話し合い、結果長州藩を頼って西へ落ち延びた。境内西南隅に高さ2.5メートルの巨碑「七卿落碑」が建つ。
1954年（昭和29年）には境内の一部であった庭園「積翠園」（平重盛の別邸「小松殿」の庭園）が日本専売公社に買いとられた。その後、京都専売病院に、2005年（平成17年）からは東山武田病院に、2016年（平成28年）からはフォーシーズンズ・ホテル京都になっている。

## 境内
伽藍は西側を正面とし、東大路通りに面して唐門と通用門がある。境内は西側正面に庫裏、右手に宸殿が建ち、本堂はその南側に建つ。
- 本堂（普賢堂） - 本尊普賢菩薩を安置する。
- 南庭園 - 池泉鑑賞式庭園。
- 宸殿
- 瑞龍殿
- 弁財天社
- 玄関（重要文化財）
- 庫裏（国宝） - 安土桃山時代の建築。庫裏は寺院の台所兼事務所の役割を果たす内向きの建物である。妙法院庫裏は、豊臣秀吉が先祖のための「千僧供養」を行った際の台所として使用されたと伝える豪壮な建物である。庫裏は屋根を切妻造とするものが多いが、当院の庫裏は入母屋造とする。内部は土間、板間、座敷の3部分に分かれ、土間・板間部分は天井板を張らず、貫・梁などの構造材をそのまま見せた豪快な造りになる。
- 大書院（重要文化財） - 大書院と玄関は元和5年（1619年）、中宮東福門院入内の際に建築された女御御所の建物を移築したものと伝え、様式的にもその頃のものと考えられている。
- 白書院
- 枯山水庭園
- 護摩堂
- 聖天堂
- 龍華蔵（宝物館）
- 北庭園 - 池泉鑑賞式庭園。かつては、現在フォーシーズンズ・ホテル京都の庭園となっている「積翠園」の一部であった。
- 土蔵
- 収蔵庫
- 表門
- 唐門

## 文化財
※三十三間堂（蓮華王院本堂）所在分については、同堂の項目を参照。

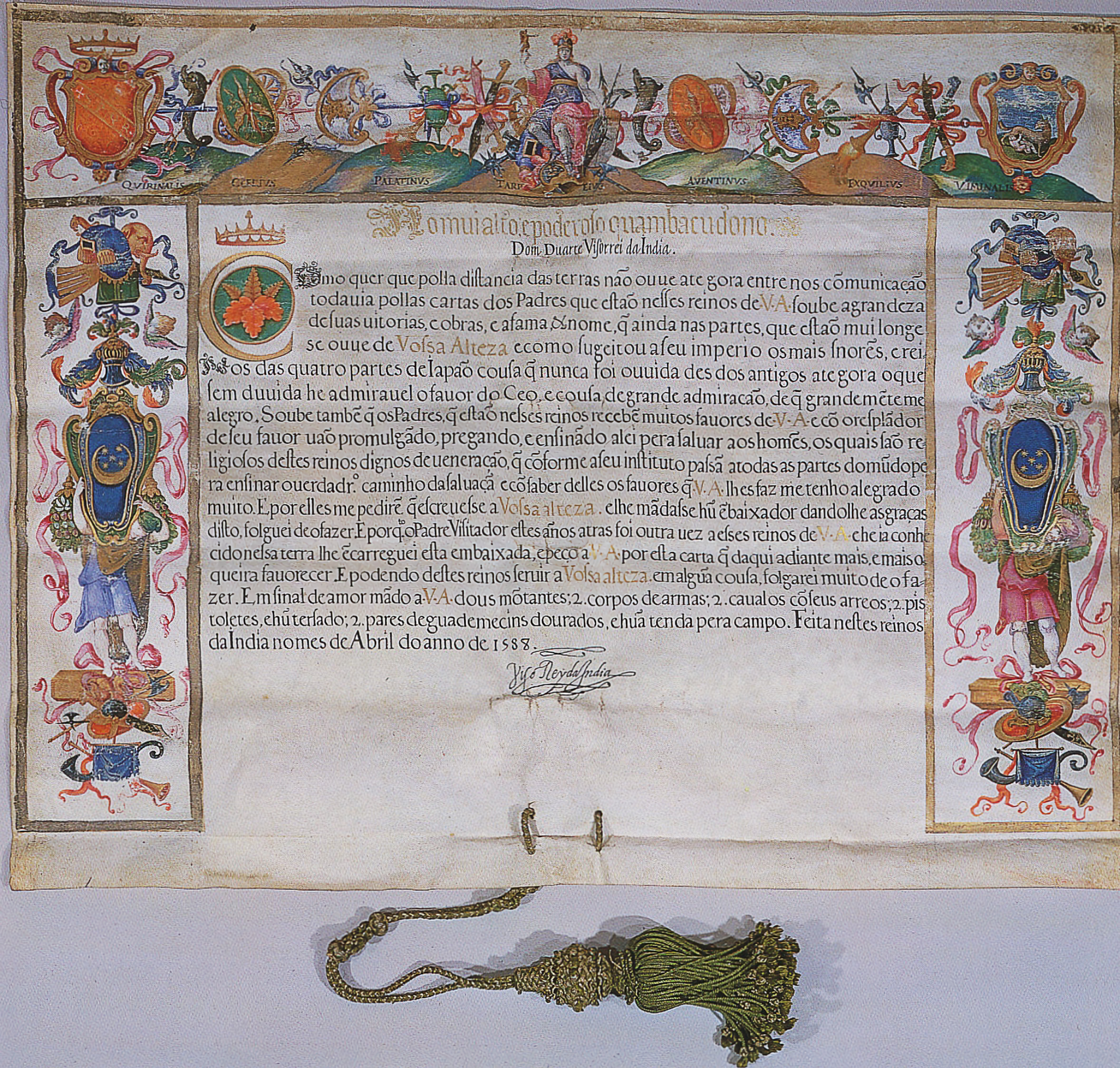
ポルトガル国印度副王信書

### 国宝
- 庫裏
- ポルトガル国印度副王信書 - 1955年（昭和30年）6月指定。

1588年（日本の天正16年）、インド亜大陸西岸に位置するポルトガル領ゴアのインド副王ドゥアルテ・デ・メネーゼスから豊臣秀吉に宛てた外交文書。羊皮紙製で寸法は縦60.6センチメートル、横76.4センチメートル。豊臣秀吉を祀る豊国廟が破却された際、妙法院に移管された品の1つである。
ドゥアルテ・デ・メネーゼスは当時ゴアに滞在していたイエズス会宣教師アレッサンドロ・ヴァリニャーノに文書を託した。ヴァリニャーノは天正遣欧使節の日本への帰国にともなって1590年（天正18年）来日（2度目）し、文書は1591年（天正19年）に他の贈答品とともに聚楽第の秀吉に届けられた。近世初頭の羊皮紙製外交文書は類例が少ないが、同時代では支倉常長がローマ市から送られた「ローマ市公民権証書」が知られる。
上部と左右に油彩による細密画が描かれ、下部には組紐と房が付けられている。上部にはローマの七丘が描かれ、中央に軍神マールス、左にローマ市民と元老院を意味する「SPQR」の文字の入った盾、右にはローマの建国神話に関わるロムルスとレムスが描かれた盾が配されている。中央の本文は冒頭の飾り文字「C」の内側に豊臣家の家紋である桐が描かれ、ポルトガル語で本文が記されている。本文のうち「Vossa　Alteza（殿下）」の敬称とその略称であるV.Aは金文字で記されており、最下段中央にインド副王の署名が記されている。内容は秀吉の天下統一を祝し、秀吉が行っていたキリスト教弾圧政策（バテレン追放令）の緩和を求めたものである。
京都国立博物館に寄託されており、秋などの特別公開の時に龍華蔵（宝物館）で見ることができるのはレプリカである。ごくたまに里帰り展示されることもあるが、普通は数年に一度ほどの京都国立博物館で公開される時が、一般人が見ることができる数少ない機会である。

### 重要文化財
- 大書院
- 玄関
- 絹本著色後白河法皇像
- 妙法院障壁画 58面（附14面、1基）－玄関、大書院一之間・二之間の障壁画で、近世初期の狩野派の作と思われる（明細は後出）。
- 木造不動明王立像 - 護摩堂本尊。平安時代前期。2020年より東京国立博物館に寄託[5]。
- 木造普賢菩薩騎象像 - 本堂（普賢堂）本尊。平安時代末期。
- 秋草蒔絵文台
- 明官服類（みん かんぷくるい）（文禄5年豊臣秀吉受贈）（明細は後出）[6]
- 山家心中集[7]
- 内証仏法相承血脈譜
- 後小松天皇宸翰消息
- 堂供養記（春記、大記）
- 妙法院文書（792通）42巻、21冊、2帖、14幅、431通、27枚、2双、1包[8]

典拠：2000年（平成12年）までの指定物件については、『国宝・重要文化財大全 別巻』（所有者別総合目録・名称総索引・統計資料）（毎日新聞社、2000）による。

## 幕末の領地
国立歴史民俗博物館の『旧高旧領取調帳データベース』より算出した幕末期の妙法院領は以下の通り（6村・1,604石余）。
- 山城国愛宕郡のうち - 3村
  - 鹿ヶ谷村のうち - 95石
  - 柳原庄のうち - 463石余
  - 上野村のうち - 93石余
- 山城国葛野郡のうち - 2村
  - 東塩小路村のうち - 111石余
  - 牛ヶ瀬村 - 250石
- 山城国乙訓郡のうち - 1村
  - 寺戸村のうち - 590石余

## 前後の札所
神仏霊場巡拝の道
118 六波羅蜜寺　-　119 妙法院　-　120 智積院

## 拝観
- 境内の一部は無料で立ち入ることができ、本堂（普賢堂）の扉の前まで行き参拝できる。建物内は通常は非公開だが、例年11月頃か春に特別公開が行われる。

## アクセス
- （所在地）京都市東山区東大路通り渋谷下ル妙法院前側町
- （アクセス）京都市営バス「東山七条」バス停（急行100・202・206・207・208系統）下車すぐ。京都急行バス（プリンセスラインバス）「東山七条」バス停も利用できる。